# Vladimir Posner
Vladimir Vladimirovitj Posner (även skrivet Pozner, ryska Влади́мир Влади́мирович По́знер), född 1 april 1934 i Paris, är en rysk tv-journalist.
Fadern Vladimir Aleksandrovitj Pozner föddes 1908 i en rysk-judisk familj, som flydde till Västeuropa undan bolsjevikernas maktövertagande genom Oktoberrevolutionen. Under sin uppväxt där blev han kommunistsympatisör. Modern Géraldine Lutten var fransyska. Föräldrarna skildes strax efter att barnet hade fötts och modern flyttade till sin mor och syster i New York när unge Vladimir var bara tre månader gammal. 1939 återförenades föräldrarna i Paris, men hösten 1940 flydde de åter via Marseilles, Barcelona och Lissabon till USA. Fadern arbetade åt amerikanska krigsdepartementet och blev 1943 chef för ryska sektionen av dess filmavdelning. Samtidigt ska han ha varit spion åt Sovjetunionen, vilket 1946 ledde till en undersökning från FBI. När familjen efter kriget försökte återvända till Paris, nekades de inresevisum och i stället bosatte de sig 1948 i Östberlin, där fadern arbetade för den sovjetiska filmexporten. 1952 flyttade familjen vidare till Moskva.
1953 påbörjade Vladimir Posner studier vid Moskvauniversitetet och tog 1958 examen i fysiologi. Hans första arbete efter studierna bestod i översättning av vetenskapliga texter från engelska till ryska. Han arbetade 1961–1967 som journalist åt engelskspråkiga tidskriften Soviet Life och 1967–1970 åt flerspråkiga tidskriften Sputnik. 1967 blev han medlem av kommunistpartiet. 1970 började han arbeta åt sovjetisk radio och tv och medverkade ibland även i amerikansk tv.

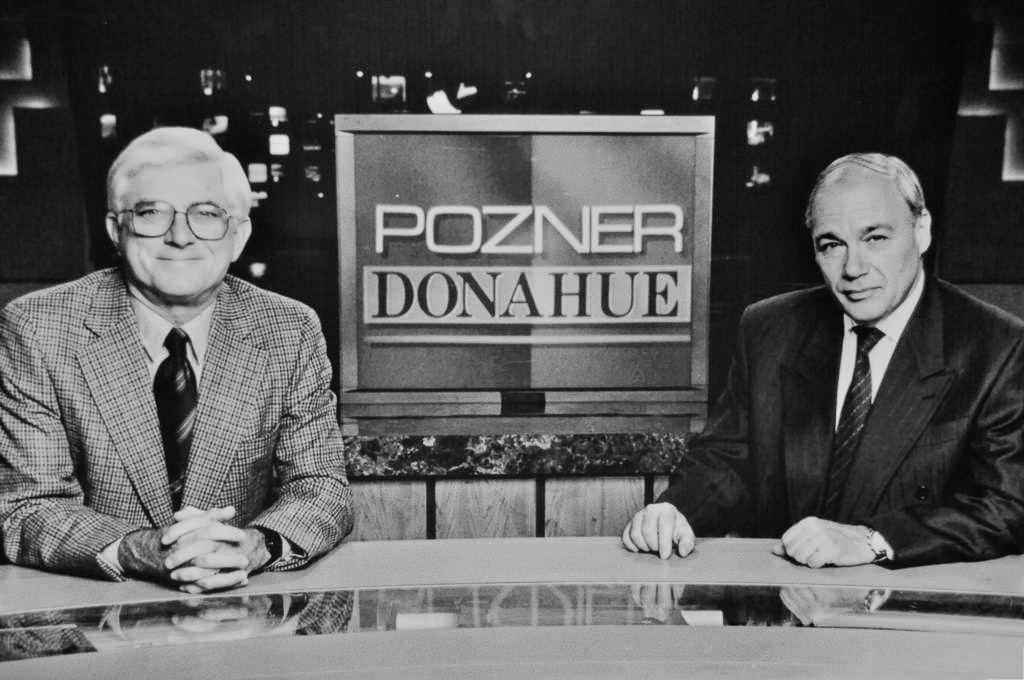
Posner och Donahue

1985 blev han känd för en större internationell publik när han tillsammans med amerikanen Phil Donahue ledde ett satellitburet dialogprogram, Space Bridge / Телемост, med publik i Leningrad och Seattle.
Tillsammans med Ivan Urgant har Posner gjort en lång serie tv-reportage där de besöker andra länder och beskriver deras historia och vardagsliv: USA (2008), Frankrike (2010), Italien (2012), Tyskland (2013), England (2014) samt Israel (2015). I januari 2019 sände ryska TV1 en serie program där de besöker de nordiska länderna, inspelat under 2018.